# Trachylepis maculilabris
Trachylepis maculilabris (плямистогуба мабуя) — вид сцинкоподібних ящірок родини сцинкових (Scincidae). Мешкає в Африці на південь від Сахари.

## Поширення і екологія
Плямистогубі мабуї поширені від Сьєрра-Леоне і Гвінеї на схід до Ефіопії і Сомалі та на південь до Анголи і Мозамбіку. Вони живуть у вологих тропічних лісах і саванах, у сухих лісах і чагарникових заростях, на луках, на полях і плантаціях. Живляться безхребетними. Відкладають яйця, у кладці 4—8 яєць.